# ウィリアム・V・プラット (ミサイル駆逐艦)
|          | |
| 艦歴     | |
| 発注     | 1956年7月23日 |
| 起工     | 1958年3月1日 |
| 進水     | 1960年3月6日 |
| 就役     | 1961年11月4日 |
| 退役     | 1991年9月30日 |
| その後   | スクラップとして売却 |
| 除籍     | 1992年11月20日 |
| 性能諸元 | |
| 排水量   | 5,800トン |
| 全長     | 512.5 ft (156.2 m) |
| 全幅     | 52 ft (15.8 m) |
| 吃水     | 25 ft (7.6 m) |
| 機関     | 蒸気タービン方式、2軸推進 ギアード・タービン2基、ボイラー4基 |
| 最大速力 | 36.5ノット |
| 乗員     | 士官21名、兵員356名 |
| 兵装     | Mk.42 5インチ単装砲 1基 Mk.33 3インチ連装砲 2基（改装後撤去） Mk.10 テリアSAM連装発射機 1基(改装後スタンダードER) Mk.16 アスロック8連装発射機 1基 Mk.32 3連装短魚雷発射管 2基 Mk.141 ハープーンSSM4連装発射筒 2基（改装後搭載） |
| モットー | |

ウィリアム・V・プラット (USS William V. Pratt, DDG-44) は、アメリカ海軍の駆逐艦。ファラガット級駆逐艦の8番艦。艦名は海軍大学長および作戦部長を歴任したウィリアム・V・プラット大将にちなむ。

## 艦歴
ウィリアム・V・プラットは1958年3月7日にフィラデルフィア海軍造船所で起工する。1960年3月16日にウィリアム・V・プラット夫人により命名、進水し、1961年11月4日に艦長ボイド・E・グスタフソン中佐の指揮下就役した。
西インド諸島での整調訓練およびフィラデルフィアでの信頼性試験後、ウィリアム・V・プラットは1962年9月に第18駆逐戦隊に加わった。バージニア州ノーフォーク沖での作戦活動に従事し、大西洋および西インド諸島を巡航、1963年8月4日にノーフォークを出航しヨーロッパ海域でNATOの演習「リップタイド IV」作戦に参加した。9月にノーフォークに帰還、第2艦隊の通常任務を再開する。1964年2月8日に初めての地中海配備に赴き、第6艦隊と活動する。ノーフォークに8月9日に帰還し、東海岸および西インド諸島での通常任務を再開した。9月から10月にかけて再びヨーロッパを訪れNATOの演習「マスターストローク」および「チームワーク」に参加した。10月20日にノーフォークに帰還し第2艦隊の通常任務を再開、11月にはノーフォーク海軍造船所に入渠し最初のオーバーホールが行われた。作業は1966年3月26日に完了し、海上公試が行われた。
4月15日、ウィリアム・V・プラットは新たな母港のフロリダ州メイポート海軍ステーションに到着した。グアンタナモ湾の作戦海域において5月から6月にかけて回復訓練を行い、7月3日にメイポートに帰還する。東海岸での通常任務を8月27日まで行い、再び地中海へ展開する。4ヶ月間の配備は12月17日に完了し、母港に帰還した。続く6ヶ月間、メイポート沖で活動する。西インド諸島を2度訪れ、メキシコ湾も訪れた。また、バージニア岬沖で短期間の活動も行う。1966年7月、3回目の地中海配備に赴く。続く5ヶ月間を第6艦隊と共に活動し、12月10日に帰路についた。10日後、母港のメイポートに帰還した。
東海岸沿いおよび西インド諸島での6ヶ月間の通常任務に続いて、ウィリアム・V・プラットは1967年6月20日にメイポートを出航、ベトナム海域に展開した。途中パナマ運河を通過し、サンディエゴ、真珠湾、ミッドウェー島、グアムに寄港、7月28日にフィリピンのスービック湾に到着する。8月初めにフィリピンを離れ、トンキン湾での任務に就く。8月12日にバークレー (USS Berkeley, DDG-15) と任務を交代し、9月まで同湾のステーションに留まった。スービック湾での維持作業の後、月末にトンキン湾に戻り救助任務を再開した。11月後半に香港、台湾を訪問し、南部救助ステーションでの任務の後横須賀、ミッドウェー島、真珠湾を経由し帰国の途についた。12月31日にサンディエゴに到着、1968年1月2日にメイポートに向けて出航した。1月10日にパナマ運河を通過し、母港には16日に帰還した。

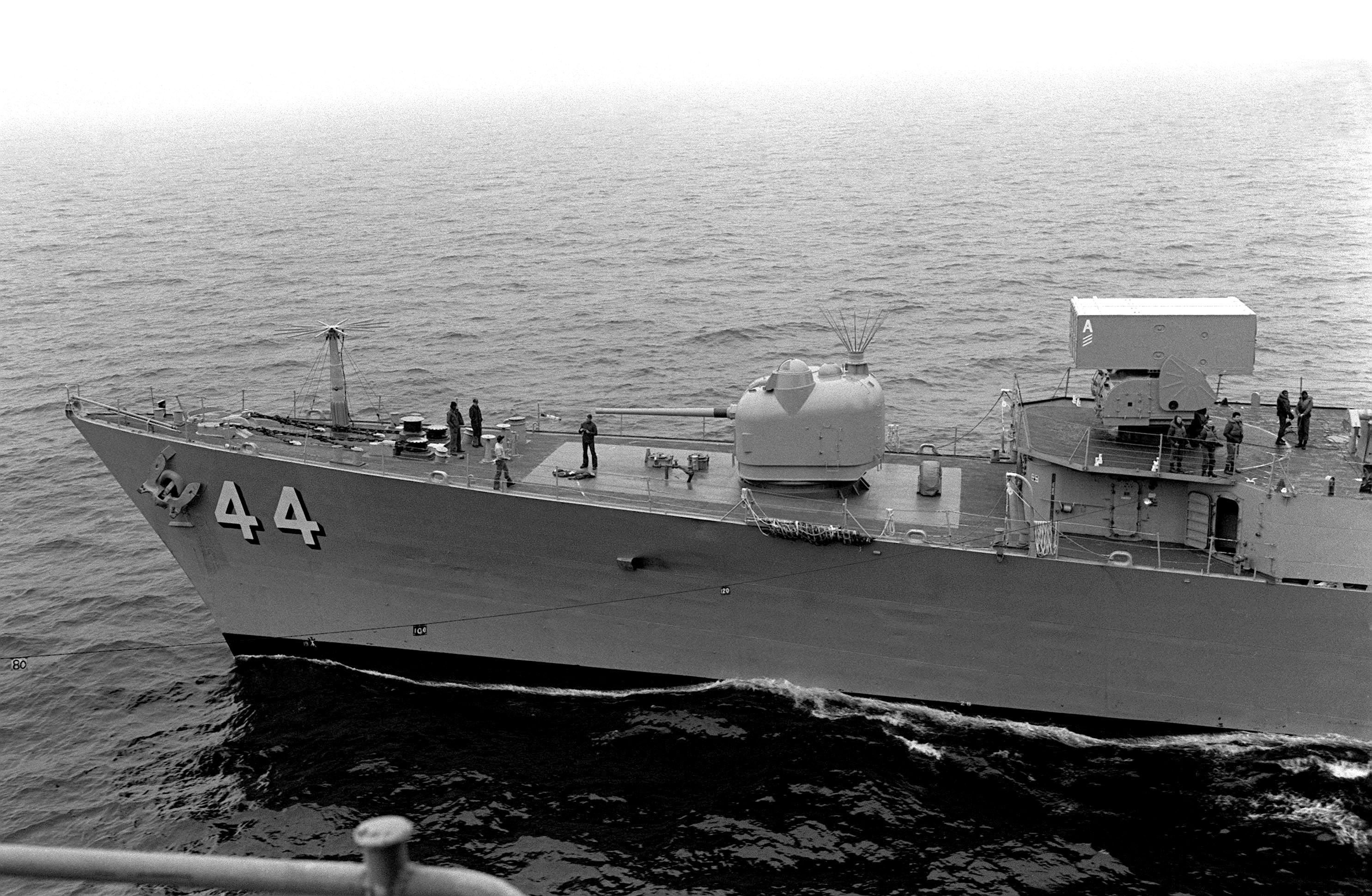
艦首のMk 42 5インチ砲およびASROCランチャー

1968年2月、ウィリアム・V・プラットはサウスカロライナ州チャールストンへ移動、定時のオーバーホール準備に入る。3月1日にチャールストン海軍造船所に入渠、6ヶ月間の作業が始められた。作業完了後9月6日にチャールストンを出航、2日後にメイポートに帰還した。西インド諸島での回復訓練後に任務を再開し、第2艦隊および第6艦隊での任務に交互に従事した。続く4年にわたってウィリアム・V・プラットは毎年ヨーロッパ海域に展開した。1969年1月7日、メイポートを出航し地中海に向かう。1月18日に第6艦隊と合流し、続く5ヶ月にわたって親善訪問および通常訓練に従事した。6月1日にスペインのロタに到着、3日に北に向けて出航し一連の対潜水艦戦訓練および北部ヨーロッパの港湾訪問に従事した。同任務は7月7日まで続けられ、その後ポーツマスを出港、帰国の途についた。7月15日にメイポートに帰還すると、第2艦隊での通常任務を再開した。任務は4月30日まで続き、その後再び地中海に向けて出航する。この配備では通常の演習および港湾訪問に加え、9月に発生したヨルダン内戦に対して軍事介入を行ったシリアへの牽制としてイスラエル沖で警戒を行った。
アメリカの牽制によりシリア軍が撤退する前に、ウィリアム・V・プラットは9月前半から10月前半にかけてレバント沖を巡行した。その後は第6艦隊での通常任務を再開し、11月1日にスペインのバルセロナを出航、帰途についた。
1970年後半から1971年7月までウィリアム・V・プラットはメイポートを拠点として東海岸沿いおよび西インド諸島で活動した。1971年の配備は8月前半に始まったが、北部ヨーロッパ海域での対潜水艦戦訓練およびヨーロッパ北部の港湾訪問で占められた。10月8日にメイポートに帰還、29日には主機を蒸留油対応の物に換装する作業が始められた。改修は1972年1月17日に完了し、沿岸での任務を再開、2月18日に再び第6艦隊での任務に向かった。春から初夏にかけて通常の訓練スケジュールおよび複数艦による演習、港湾訪問を行い、ロタでの式典の後6月28日に帰国の途についた。7月8日にメイポートに帰還、配備後の修理および大規模近代化オーバーホールの準備に入る。9月にウィリアム・V・プラットは対空近代化オーバーホールのためフィラデルフィアに移動し、フィラデルフィア海軍造船所で退役した。
作業が終わると1973年10月6日に艦長ロドニー・B・マクダニエル中佐の指揮下フィラデルフィアで再就役する。23日、ウィリアム・V・プラットはフィラデルフィアを出航、新たな母港のサウスカロライナ州チャールストンへ向かった。26日に到着し、その後12月にはオーバーホール後の整調訓練を行う。1974年初めに第2艦隊での任務を再開し、9月23日にチャールストンを出航、地中海配備に向かった。10月2日にスペインのロタ海軍基地で第6艦隊の配下に入る。翌日地中海入りし、空母インディペンデンス (USS Independence, CV-62) の護衛任務に従事する。続く5ヶ月にわたってウィリアム・V・プラットはインディペンデンス、サラトガ (USS Saratoga, CV-60) と共に訓練を行う。1975年3月8日にロタを出航、チャールストンに向かう。19日に母港に帰還し、一か月に及ぶ維持調整作業の後第2艦隊の通常任務を再開した。5月には海軍兵学校生の訓練巡航を行い、6月には即応訓練を行った。1975年7月1日にウィリアム・V・プラットはミサイル駆逐艦へ艦種変更され、DDG-44 の艦番号が与えられた。8月14日にチャールストンを出航、演習「UNITAS XVI」に参加しラテンアメリカ諸国の海軍艦艇と共に活動した。1975年の大半はそれらの演習で占められ、12月8日にチャールストンに帰還、維持調整作業が行われた。
12月15日にチャールストン海軍造船所に入渠、作業は1976年3月29日まで続けられた。4月7日にチャールストンに戻り、第2艦隊の通常任務を再開する。任務は夏まで続き、独立記念日にはニューヨークで行われた国際観艦式に参加した。10月4日、ウィリアム・V・プラットはジェシー・L・ブラウン (USS Jesse L. Brown, FF-1089) 、ジュリアス・A・フューアー (USS Julius A. Furer, FFG-6) 、ヴァルデス (USS Valdez, FF-1096) と共にチャールストンを出航、第6艦隊との任務に向かった。10月14日にロタに到着、16日に地中海入りする。配備の大半は空母フランクリン・D・ルーズベルト (USS Franklin D. Roosevelt, CV-42) の護衛任務であった。配備は1977年4月に完了し、4月11日にロタを出航、帰国の途についた。4月21日にチャールストンに到着、27日にチャールストン海軍造船所に入渠し10週間の信頼性確認作業が行われた。作業は7月8日に完了し、チャールストン沖での第2艦隊の通常任務を再開した。任務は1977年後半から1978年まで継続し、1978年7月11日にチャールストンを出航、南アメリカに向かい演習「UNITAS XIX」に参加する。この巡航で南米大陸の周航を達成し、南米諸国の海軍部隊と共に即応訓練を行った。ウィリアム・V・プラットは12月3日にチャールストンに帰還、母港でその年の残りを過ごした。
ウィリアム・V・プラットはベトナム戦争の戦功で1個の従軍星章を受章した。